# Jerzy Zawadzki (duchowny)
Jerzy Jan Zawadzki (ur. 15 czerwca 1950 we Wrocławiu, zm. 23 kwietnia 2007 w Białymstoku) – polski duchowny rzymskokatolicki, działacz społeczny i charytatywny, duszpasterz NSZZ „Solidarność”, kanonik honorowy Kapituły Katedralnej w Ełku, proboszcz parafii Najświętszego Serca Pana Jezusa w Suwałkach. Nazywany „pasterzem suwalskiej biedoty”.

## Życiorys
Z Suwałkami związany od 1975, początkowo jako świecki katecheta, w kilka lat później — po święceniach kapłańskich — jako duchowny tamtejszych parafii. Współorganizował powstanie wielu niepublicznych szkół wyższych w mieście oraz pomoc charytatywną dla najuboższych, bezdomnych, narkomanów i alkoholików. W czasie stanu wojennego udostępnił pomieszczenia w budynkach parafialnych pod organizację niezależnych koncertów, wieczorów poetyckich, wykładów oraz umożliwił rozdział prasy i wydawnictw podziemnych przeznaczonych do kolportażu, samemu uczestnicząc w akcjach i projektując ulotki. W 1993 zainicjował powstanie przy parafii pierwszej w Polsce szkoły podstawowej dla dzieci romskich.
W 2001 otrzymał Medal Komisji Edukacji Narodowej za działalność prospołeczną, a w 2005 nagrodę prymasa Polski za osiągnięcia oświatowe. Został również wyróżniony Nagrodą Prezydenta Miasta Suwałk – „Włócznią Jaćwingów” oraz tytułem „Suwalczanina roku”.
Zmarł w białostockim szpitalu, do którego trafił kilka dni wcześniej po rozległym zawale serca. Pośmiertnie odznaczony Krzyżem Oficerskim Orderu Odrodzenia Polski (25 kwietnia 2007) w uznaniu wybitnych zasług dla przemian demokratycznych w kraju, oraz działalność edukacyjną, społeczną i charytatywną prowadzoną na terenie diecezji. Został pochowany 26 kwietnia 2007 w Suwałkach, w pogrzebie uczestniczyło kilka tysięcy mieszkańców miasta, w tym najubożsi, których przez wiele lat otaczał opieką.
Wierni wspominają duchownego jako człowieka, który, kiedy chodził po kolędzie u jednych brał ofiarę, a u innych zostawiał.